# Solo Sagrado (Igreja Messiânica Mundial)
Solo Sagrado (designado em Japonês como: Seiti) é como a Igreja Messiânica Mundial chama seus complexos formados por templos, museus e jardins, que seguem o que o fundador da Igreja, Meishu-Sama, que o denominava de “Protótipo do Paraíso Terrestre”.

## Funções
Em um Solo Sagrado há, geralmente, além de templos para orações e cultos, vastas instalações onde acontecem reuniões, seminários, cultos e excursões.
A entrada é, geralmente, gratuita e livre também para não-membros da Igreja. 
Há também vastos jardins e museus, onde é permitido o culto ao belo, um dos três pilares da religião.
O Solo Sagrado é a instalação mais alta na hierarquia da Igreja Messiânica.

## Solos Sagrados pelo Mundo
Até o momento, foram construídos 5 Solos Sagrados da Igreja Messiânica Mundial ao redor do mundo, sendo 3 deles no Japão, um na Tailândia e um no Brasil.
- Solo Sagrado de Atami, a Terra Celestial (Japão) – sede mundial da Igreja Messiânica Mundial
- Solo Sagrado de Hakone, a Terra Divina (Japão)
- Solo Sagrado de Kyoto, a Terra da Tranquilidade (Japão)
- Solo Sagrado de Guarapiranga (Brasil)
- Solo Sagrado de Saraburi (Tailândia)

Há também o projeto de se construir um Solo Sagrado em Cacuaco, Angola, que seria então o primeiro complexo construído em solo africano.

## Solo Sagrado de Guarapiranga
O Solo Sagrado de Guarapiranga é o único Solo Sagrado da Igreja Messiânica Mundial localizado no Ocidente. 
Está localizado na região de Parelheiros, às margens da Represa de Guarapiranga, na cidade de São Paulo. É apenas no Solo Sagrado, que pode ser realizada a cerimônia em que um seminarista ou dedicante da Igreja Messiânica se torna Ministro.
Em maio de 2023, durante o governo Ricardo Nunes, o secretário municipal do Verde de São Paulo, Rodrigo Ravena, elevou o Sítio Casa Grande, onde fica o Solo Sagrado de Guarapiranga, a Reserva Particular do Patrimônio Natural (RPPN). Com isso, a reserva passa a ser subsidiada por programa de apoio a RPPNs por parte da Prefeitura de São Paulo, enquanto sua administração permanece com a Igreja Messiânica.